# Шиллинг, Павел Львович

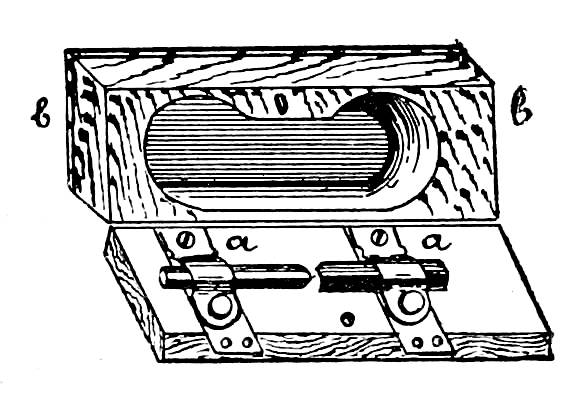
Запал Шиллинга, Рисунок № 1 к статье «Запал». Военная энциклопедия Сытина, Санкт-Петербург, 1911—1915 годов.

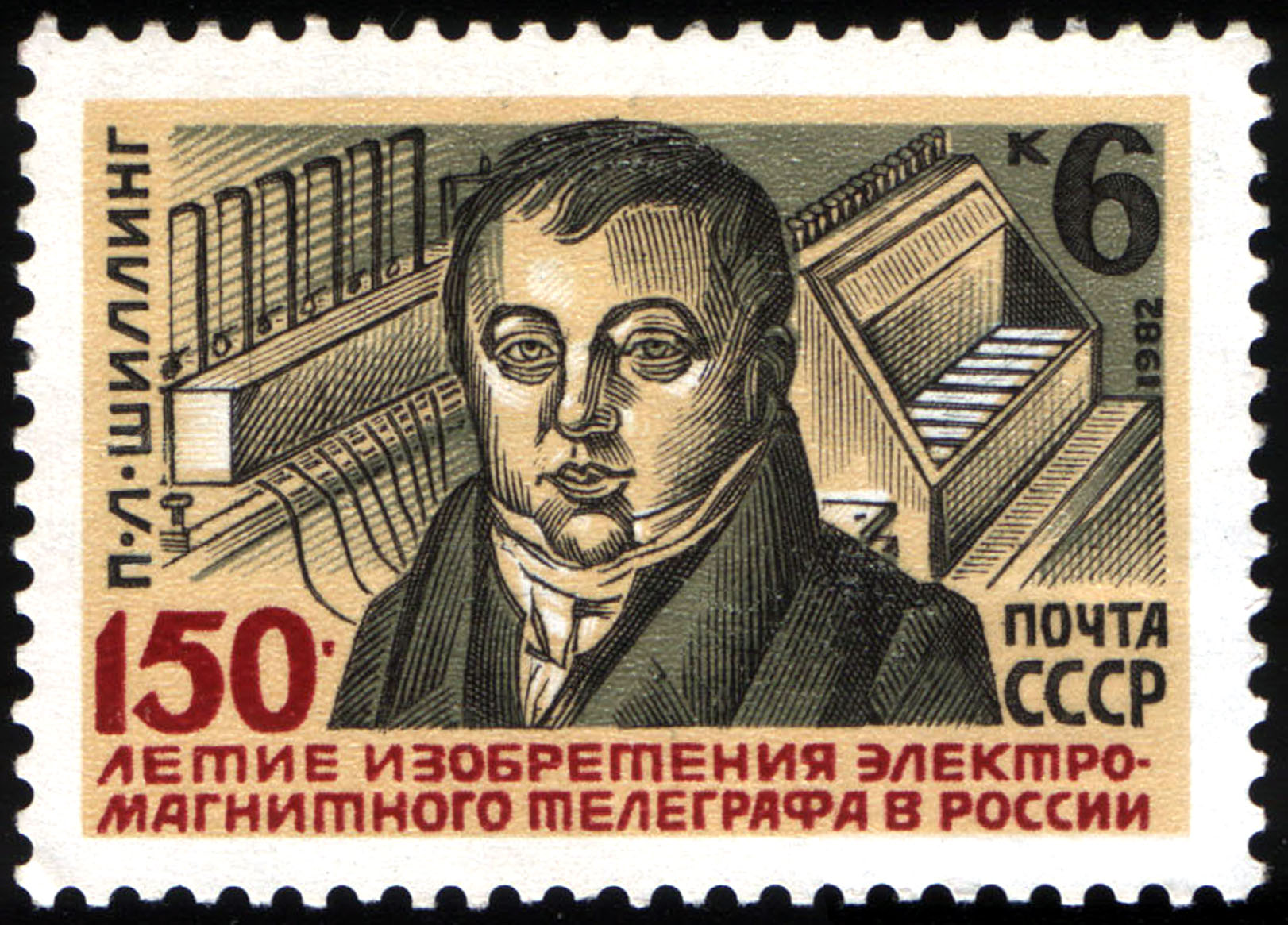
Почтовая марка СССР (1982), посвящённая П. Л. Шиллингу

Барон Павел Львович Шиллинг (нем. Schilling von Cannstatt; 5 [16] апреля 1786, Ревель — 25 июля [6 августа] 1837, Санкт-Петербург) — известный российский учёный, член-корреспондент Санкт-Петербургской академии наук, этнограф, филолог, криптограф, изобретатель первого в мире принятого в эксплуатацию электромагнитного телеграфа, автор первого в истории подрыва мины по электрическому проводу, создатель первого в мире телеграфного кода и лучшего в XIX веке секретного шифра, историк-востоковед. Действительный статский советник.

## Биография
Балтийский немец по происхождению из баронского рода Шиллингов, сын офицера российской армии. Родился в Ревеле 5 (16) апреля 1786 года. Часть детства провёл в Казани, где его отец, полковник Лев фон Шиллинг (Людвиг-Иосиф-Фердинанд Шиллинг фон-Канштадт), командовал 23-м Низовским пехотным полком. После смерти отца по Высочайшему повелению 7 марта 1797 года был принят в кадетский корпус, по окончании которого в 1802 году был зачислен в Свиту Его Императорского Величества. по квартирмейстерской части. В 1803 году оставил военную службу и перешёл в Коллегию иностранных дел переводчиком (с чином X класса); до 1812 года работал в русской миссии в Мюнхене, где его отчим барон Карл Яковлевич Бюлер был посланником. Здесь он посещал так называемый «Museum», место встречи членов Мюнхенской Академии наук; в 1810 году принял непосредственное участие в опытах анатома С. Т. Земмеринга над «электролитическим телеграфом», который позже захватил с собой в Россию, где осенью 1812 года показывал императору Александру I.
В 1812 году он предложил свой метод электрического подрыва мин (1812) военному ведомству: возможность подорвать пороховой заряд под водой, сделало бы минные заграждения способными надёжно прикрыть столицу Российской империи с моря. В разгар Отечественной войны 1812 года, когда солдаты Наполеона занимали Москву, в Петербурге на берегу Невы было осуществлено несколько первых в мире экспериментальных подрывов пороховых зарядов под водой при помощи электричества. Опыты с электрическим подрывом мин, которые современники назвали «дальнезажиганием», прошли успешно. В лейб-гвардии Сапёрном батальоне, были продолжены работы над опытами Шиллинга по электрическим запалам и подрывам, но на этом дело не кончилось. Только в 1833 году на Обводном канале у Александро-Невской лавры в Петербурге изобретатель продемонстрировал царю Николаю I свой метод и с этого момента в России начались активные работы по созданию подводных минных заграждений.
Участвовал в заграничных походах 1813—1814 годов в звании штаб-ротмистра; воевал в составе 3-го Сумского полка. В 1814 году за боевые заслуги был награждён орденом Св. Владимира с бантом и саблей с надписью «За храбрость». Во время пребывания в Париже он сблизился с французскими востоковедами и занялся изучением письменных памятников восточной культуры. Вступил в Париже в масонскую ложу, затем, до 1816 года, был членом петербургской ложи «Петра к истине».
Его востоковедческие работы получили широкое признание, и в конце 1828 года Шиллинг был избран в члены-корреспонденты Петербургской академии наук по специальности восточной литературы и искусства. Участвовал в научной экспедиции в Восточную Сибирь (1830—1832), собрал ценную коллекцию тибето-монгольских литературных памятников. Стал также член-корреспондентом национальной корпорации французских востоковедов, членом Британского общества азиатской литературы.
В 1818 году открыл в Петербурге первую в России литографскую мастерскую при Коллегии иностранных дел, приспособив её для нужд картографии. Первым литературным произведением, литографированным Шиллингом, была поэма «Опасный сосед» Василия Львовича Пушкина, дяди Александра Сергеевича Пушкина. Он сделал ряд важных усовершенствований в литографском искусстве, благодаря чему ему удалось, например, напечатать китайский текст изданной известным синологом Иоакинфом Бичуриным рукописи «Сан цзы цзин» так чисто и правильно, что его копия почти не уступала стереотипу Пекинской дворцовой типографии.
В 1819 году зачислен в Азиатский департамент. В 1827 году был назначен председателем Комитета для издания собрания законов, в 1828 году произведён в действительные статские советники.
В 1830 году он был послан по службе в Сибирь, где провёл почти два года, главным образом поблизости Китая. Здесь им была собрана богатая коллекция рукописей и бытовых предметов различных азиатских народов; значительная часть этой коллекции вошла в музей Академии наук. Павел Львович был близким другом А. С. Пушкина, который в альбоме Е. Н. Ушаковой оставил его карандашный портрет. Пушкин собирался участвовать в экспедиции Шиллинга и выразил своё желание, не сбывшееся по воле царя, в стихах: «Поедем, я готов; куда бы вы друзья…».
В марте 1832 года он вернулся в Петербург и снова принялся за свои электротехнические научные работы. Вскоре ему был пожалован орден Св. Станислава 2-й степени «во внимание к ревностной службе и в вящее одобрение к продолжению изысканий по части естественных наук, польза коих опытом уже оправдана». Вскоре он осуществил идею Ампера о возможности создания электромагнитного телеграфа; 9 (21) октября 1832 года П. Л. Шиллинг испытал в Петербурге созданный при помощи механика И. А. Швейкина первый в истории прибор. Телеграф был проведён между Зимним дворцом и зданием министерства путей сообщения. Прибор, созданный Шиллингом, имел стрелочную индикацию передаваемых по электрическим проводам сигналов, которые оператор приёмного телеграфного аппарата легко расшифровывал и переводил в буквы согласно разработанной Шиллингом специальной таблице кодов (телеграфной азбуки). Недостатком метода было большое количество проводов в линии. Академик К. М. Бэр в докладе на общем собрании Академии наук отметил:

Развитие знаний об электричестве привело к открытию в С.-Петербурге средства из запертого покоя, сквозь самую стену, без помощи письмен или голоса, сообщать свои мысли в другие пространства того же дома или даже и на гораздо большие расстояния.
В 1832 году Шиллинг стал заведующим экспедиции (бывшей цифирной части) Министерства иностранных дел Российской империи.
В том же 1832 году произошло ещё одно важное событие: Шиллинг сумел заинтересовать своими работами над изобретением морских мин императора Николая I, повторив в его присутствии свой опыт 1812 года. Императором были выделены средства на продолжение испытаний, а в октябре 1839 года по инициативе К. А. Шильдера был учреждён «Комитет о подводных опытах», в состав которого был включён и Б. С. Якоби, сначала усовершенствовавший «морские фугасы» Шиллинга, а затем создавший и принципиально новый тип ударных мин. В 1840 году Комитет организовал практические испытание разработанных мин: на малом Невском фарватере было выставлено минное заграждение в шахматном порядке из 26 мин, на которое по течению был пущен гружёный бот, после последовательного подрыва четырёх мин он был полностью разрушен и затонул. После этого успеха работы были продолжены, а в ходе Крымской войны первые в мировой истории массированные минные заграждения, созданные на Балтике русскими военными моряками, сорвали планы англо-французской эскадры по атаке Кронштадта с моря.
В истории криптографии Шиллинг известен как изобретатель биграммного шифра. Двузначные буквенные сочетания (латиница) составляют лексикон (цифирь) биграммного шифра, кодовым обозначением служат здесь двух-, трёх- или четырёхзначные числа, «взятые по два раза каждое для переменной передачи буквенных биграмм то одним, то другим числом». Внешне биграммный шифр представлял собой наборно-разборную таблицу, наклеенную на коленкор, при которой имелась инструкция по пользованию шифром. Буквенные сочетания лексикона могли быть русскими или французскими, могли быть и двойные — русско-французские — «цифири».

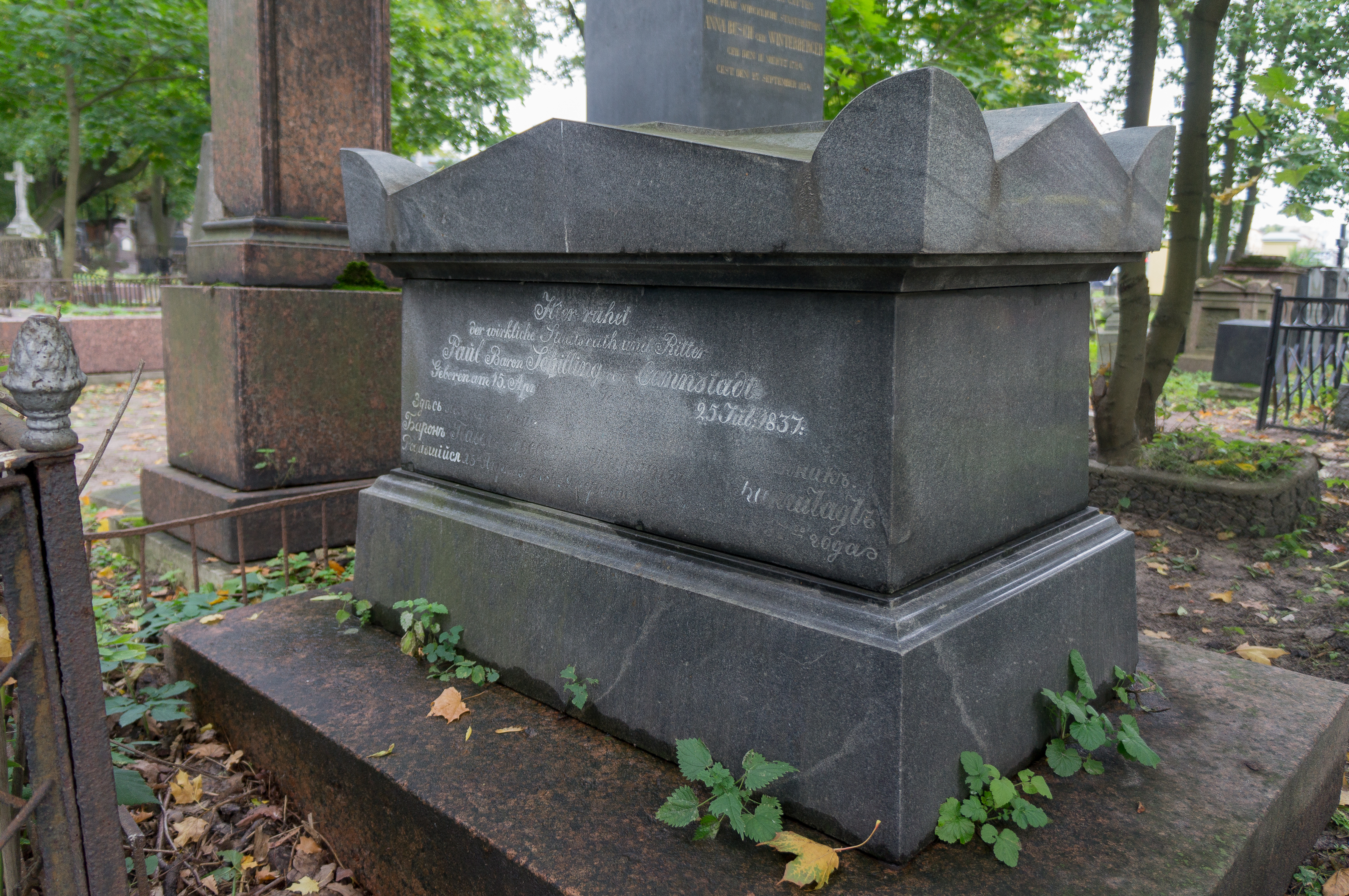
Могила П. Л. Шиллинга и памятник на ней.

Умер 25 июля (6 августа) 1837 года в Санкт-Петербурге после неудачной операции. Похоронен на Смоленском лютеранском кладбище.
В 1822 году избран членом-корреспондентом Азиатского общества в Париже. В 1824 году избран членом Британского общества азиатской литературы.

## Адреса в Санкт-Петербурге
- 21 октября 1832 года — 25 июля 1837 года — Набережная реки Мойки, 1 / Марсово поле, 7. Дом Адамини. В 1886 году в честь столетия со дня рождения Шиллинга на фасаде дома была установлена мемориальная доска с текстом: «Здесь жил и умер русский изобретатель телеграфа Павел Львович Шиллинг», возобновлённая в 1901 году (арх. К. В. Бальди) с текстом: «Здесь жил и умер изобретатель электромагнитного телеграфа, барон Павел Львович Шиллинг фон Канштадт. Родился 5 апреля 1786 г., умер 25 июля 1837 г.».

## Память
В Третьяковской галерее хранится портрет П. Л. Шиллинга работы Карла Гампельна, исполненный в 1822 году.

### Комментарии
1. ↑  Академией было приобретено у него тогда 314 сочинений в 2600 томах, а также множество редких планов и карт. Подробный перечень этих рукописей был представлен в статье академика И. Я. Шмидта[8] и в книге Б. А. Дорна[9].
2. ↑  Электромагнитный телеграф Гаусса и Вебера был устроен только в следующем 1833 году.